# Aneflus
Aneflus is een kevergeslacht uit de familie van de boktorren (Cerambycidae). De wetenschappelijke naam van het geslacht werd voor het eerst geldig gepubliceerd in 1873 door LeConte.

## Soorten
Aneflus omvat de volgende soorten:
- Aneflus basicornis Linsley, 1936
- Aneflus bullocki Chemsak & Giesbert, 1986
- Aneflus calvatus Horn, 1885
- Aneflus cylindricollis Bates, 1892
- Aneflus glabropunctatus Chemsak & Linsley, 1963
- Aneflus humeralis Chemsak & Linsley, 1963
- Aneflus levettei (Casey, 1891)
- Aneflus longissimus Bates, 1885
- Aneflus maryannae Chemsak & Linsley, 1968
- Aneflus minutivestis Chemsak & Linsley, 1963
- Aneflus nivarius Chemsak & Linsley, 1963
- Aneflus obscurus (LeConte, 1873)
- Aneflus paracalvatus Knull, 1955
- Aneflus pilosicornis Chemsak & Linsley, 1965
- Aneflus planus Franz, 1954
- Aneflus poriferus Giesbert, 1993
- Aneflus prolixus LeConte, 1873
- Aneflus protensus (LeConte, 1858)
- Aneflus pubescens (Linsley, 1934)
- Aneflus rugicollis Linsley, 1935
- Aneflus sericatus Chemsak & Linsley, 1968
- Aneflus sonoranus Casey, 1924
- Aneflus variegatus Chemsak & Linsley, 1963
- Aneflus zilchi Franz, 1954